# Salvador Moragues Bertó
Salvador Moragues Bertó (Gandía, 16 de mayo de 1920 - ibíd, 2003) fue un político y militar español.

## Biografía
Durante su juventud en el año 1934 ingresó como miembro de las Juventudes Socialistas de España. En 1936, tras la llegada de la guerra civil española Salvador Moragues se alistó como militar voluntario en el Ejército Popular de la República (EPR). Al finalizar la guerra civil en 1939, estuvo durante seis años en prisión, a su salida sufrió numerosos arrestos domiciliarios y tenía que personarse en la comisaría de policía a causa de pertenecer grupos clandestinos en contra del régimen franquista.
En 1942 fue sometido a un consejo de guerra por los delitos de auxilio de rebelión y por atentar contra la seguridad del estado, la cual tuvo que permanecer en la clandestinidad hasta la legalización del Partido Socialista Obrero Español (PSOE), que tras las elecciones generales de España de 1977 fue escogido como senador en el Senado español por la circunscripción electoral de Valencia.
Posteriormente entre 1983 y 1991 fue alcalde de Gandía y también durante estos años entre 1984 y 1988 fue el presidente del Centro de Estudios y Investigaciones Comarcales Alfons el Vell de Gandía.